# Tadeusz Truskolaski
Tadeusz Truskolaski (ur. 10 kwietnia 1958 w Kapicach Starych) – polski ekonomista i polityk, od 2006 prezydent Białegostoku.

## Życiorys
Po studiach rozpoczął pracę jako nauczyciel akademicki. W 1996 uzyskał stopień naukowy doktora nauk ekonomicznych na Wydziale Ekonomicznym filii Uniwersytetu Warszawskiego w Białymstoku, broniąc pracy zatytułowanej Zagospodarowanie transportowe jako czynnik rozwoju miast Polski północno-wschodniej. 3 kwietnia 2007 uzyskał stopień doktora habilitowanego na Wydziale Ekonomii Uniwersytetu w Białymstoku (temat rozprawy Transport a dynamika wzrostu gospodarczego południowo-wschodnich krajów bałtyckich). Opublikował ponad 100 prac naukowych.
Był zatrudniony przez Rządowe Centrum Studiów Strategicznych, pracował nad planami przestrzennego zagospodarowania kraju. Jest ekspertem od pozyskiwania funduszy z Unii Europejskiej, kierował departamentem Polityki Regionalnej w Urzędzie Marszałkowskim, wdrażał program PHARE. Doradzał ministrowi rozwoju regionalnego. Do 2020 należał do NSZZ „Solidarność” na Uniwersytecie w Białymstoku.
W wyborach samorządowych w 2006 kandydował na urząd prezydenta Białegostoku jako bezpartyjny z rekomendacji Platformy Obywatelskiej. W pierwszej turze wyborów uzyskał 48,49% poparcia (42 889 głosów). W drugiej turze, w której zmierzył się z kandydatem Prawa i Sprawiedliwości Markiem Kozłowskim, wygrał wybory, zdobywając 67,25% poparcia (53 018 głosów). Obowiązki na tym stanowisku objął 5 grudnia 2006 po złożeniu ślubowania.
W wyborach samorządowych w 2010 uzyskał reelekcję (również jako bezpartyjny kandydat z ramienia PO), wygrywając w pierwszej turze z poparciem na poziomie 68,53% (64 909 głosów).
W wyborach samorządowych w 2014 został po raz trzeci wybrany na urząd prezydenta Białegostoku, startując z własnego komitetu wyborczego z poparciem PO. W pierwszej turze uzyskał 49,37% głosów, natomiast w drugiej turze otrzymał 63,76% głosów, wygrywając z kandydatem PiS Janem Dobrzyńskim.
W wyborach samorządowych w 2018 z powodzeniem ubiegał się o reelekcję z rekomendacji Koalicji Obywatelskiej, otrzymując w pierwszej turze 56,21% głosów. Również w 2024 wygrał w pierwszej turze z wynikiem 53,32% głosów.

## Odznaczenia i wyróżnienia
Odznaczony Złotym Krzyżem Zasługi (2010) oraz Odznaką Honorową za Zasługi dla Samorządu Terytorialnego (2015). W 2024 otrzymał Złotą Odznakę „Zasłużony dla Ochrony Przeciwpożarowej”, a w 2025 Złotą Odznakę „Zasłużony dla Krajowej Administracji Skarbowej”.
Wyróżniany przez „Newsweek Polska” zaliczeniem do 15 najlepszych prezydentów miast w Polsce w rankingu tego tygodnika.

## Życie prywatne
Żonaty z Ewą, ma dwoje dzieci – Emilię i Krzysztofa. Jego przodkowie należeli do szlacheckiego rodu Truskolaskich herbu Ślepowron.

## Publikacje
- Podstawy finansów przedsiębiorstw. Białystok: UwB, 2002. ISBN 83-89031-36-1. Brak numerów stron w książce
- Transport a dynamika wzrostu gospodarczego w południowo-wschodnich krajach bałtyckich. Białystok: UwB, 2006. ISBN 978-83-7431-081-9. Brak numerów stron w książce